# Steeleye Span
Steeleye Span är ett brittiskt folk-rockband bildat 1969. Några av dess medlemmar har bland annat varit Maddy Prior, Tim Hart, Ashley Hutchings, Peter Knight, Robert Johnson, Nigel Pegrum, Martin Carthy och Rick Kemp. Maddy Prior och Peter Knight är fortfarande medlemmar i gruppen.
Musiken kan beskrivas som en mix mellan rock och folkmusik.

## Medlemmar
Nuvarande medlemmar
- Maddy Prior – sång (1969–1978, 1980–1997, 2002–)
- Liam Genockey – trummor, slagverk (1989–1997, 2002–)
- Julian Littman – gitarr (2010–)
- Jessie May Smart – violin (2014–)
- Andrew "Spud" Sinclair – gitarr (2015–)
- Benji Kirkpatrick – gitarr (2017–)
- Roger Carey – basgitarr (2017–)

Tidigare medlemmar
- Tim Hart – gitarr, sång (1969–1978, 1980–1982, 1995; död 2009)
- Ashley Hutchings – basgitarr (1969–1972, 1995)
- Gay Woods – stränginstrument, slagverk, sång (1969–1970, 1995–2001)
- Terry Woods – gitarr, concertina, sång (1969–1970)
- Dave Mattacks – trummor, percussion (1969–1970, 1997–2001)
- Martin Carthy – gitarr, keyboard, sång (1971–1972, 1977–1978, 1995)
- Peter Knight – stränginstrument, keyboard, gitarr, sång (1971–1977, 1980–2013)
- Rick Kemp – basgitarr, trummor, sång (1972–1978, 1980–1986, 1995, 2000–2016)
- Bob Johnson – gitarr, sång (1972–1977, 1980–2000, 2002)
- Nigel Pegrum – trummor, slagverk (1973–1978, 1980–1989, 1995)
- John Kirkpatrick – dragspel, sång (1977–1978, 1995)
- Mark Williamson – basgitarr (1986)
- Chris Staines – basgitarr (1986–1987)
- Tim Harries – basgitarr, piano, gitarr, sång (1988–2002)
- Michael Gregory – trummor, slagverk (1995)
- Terl Bryant – trummor, slagverk (2001–2002)
- Ken Nicol – gitarr (2002–2010)
- Pete Zorn – gitarr (2009–2015; död 2016)

## Diskografi
Studioalbum
- Hark! The Village Wait (1970)
- Please to See the King (1971)
- Ten Man Mop, or Mr. Reservoir Butler Rides Again (1972)
- Below the Salt (1972)
- Parcel of Rogues (1973)
- Now We Are Six (1974)
- Commoners Crown (1975)
- All Around My Hat (1975)
- Rocket Cottage (1976)
- Storm Force Ten (1977)
- Sails of Silver (1980)
- Back in Line (1986)
- Tempted and Tried (1989)
- Time (1996)
- Horkstow Grange (1998)
- Bedlam Born (2000)
- Present--The Very Best of Steeleye Span (2002)
- They Called Her Babylon (2004)
- Winter (2004)
- Bloody Men (2006)
- Cogs, Wheels and Lovers (2009)
- Wintersmith (2013)
- Dodgy Bastards (2016)

Livealbum
- Live at Last (1978)
- On Tour (1983)
- Tonight's the Night...Live (1992)
- The Collection: Steeleye Span In Concert (1994)
- The Journey (1999)
- Live In Nottingham (2003)
- Folk Rock Pioneers In Concert (2006)
- Live At A Distance (2009)
- Now We Are Six Again (2011)

Singlar (topp 40 på UK Singles Chart)
- "Gaudete" / "The Holly and The Ivy" (1972) (UK #14)
- "All Around My Hat" / "Black Jack Davy" (1975) (UK #5)